# Карни, Филип
Филип Карни-младший (англ. Philip Kearney, Jr.; 2 июня 1815, Нью-Йорк — 1 сентября 1862, Шантийи) — американский военный деятель, участвовавший в американо-мексиканской и Гражданской войнах, служивший также некоторое время во французской армии.

## Ранние годы
Родился в очень богатой семье; потерял обоих родителей ещё в детстве и был воспитан дедом, который хотел, чтобы его внук стал юристом. В 1833 году окончил Колумбийский университет, получив диплом юриста, однако с юных лет имел склонности к воинской службе и в 1837 году поступил на службу в кавалерийский полк, где служил под началом своего дяди, полковника Стивена Уотса Карни, чьим адъютантом в звании лейтенанта был будущий президент Конфедерации Джефферсон Дэвис.
Два года спустя Карни был отправлен во Францию для изучения методов кавалерийской подготовки, принятых в этой стране. Перед своим возвращением в США в 1840 году он провёл отпуск на службе в Алжире. После смерти в 1836 году своего деда унаследовал большое состояние, но остался в армии, а его опыт службы в кавалерии оказался востребованным при генеральном штабе, куда Карни и поступил.

## Мексиканская война
После службы на протяжении ещё шести лет покинул армию, но почти сразу же после этого вернулся в строй, возглавив драгунскую роту, которую вооружил и экипировал в основном на собственные средства. Рота была сформирована в Джефферсоновских казармах. Карни принял в роту лейтенанта Ричарда Юэлла и они вместе тренировали драгун вплоть до октября 1846 года. Рота стала известна как рота F 1-го драгунского полка. 5 октября Карни получил приказ отправиться в Техас. Он переправил роту в Новый Орлеан, а оттуда — в Пойнт-Исабель в устье реки Рио-Гранде. В это время 1-й драгунский полк под командованием его дяди Стивена Карни совершил рейд в Нью-Мексико. Несмотря на успех, рейд мало повлиял на ход войны, и решено было начать наступление на Мехико из Вера-Круса. Роту F отправили на усиление армии генерала Скотта, где она стала эскортной ротой при главнокомандующем.
В декабре 1846 года был произведён в капитаны. Во время кавалерийской атаки в ходе сражения при Чурубуско потерял левую руку, но остался на действительной службе и был за храбрость, проявленную в сражениях при Контрерасе и Чурубуско, произведён в майоры.
В 1851 году (участвовав перед этим в карательной акции против индейцев Орегона) снова вышел в отставку, отправившись путешествовать по миру, посетив в том числе Китай и Цейлон. Вскоре, однако, продолжил действительную военную службу вместе со своими старыми товарищами из французской кавалерии в Итальянской войне 1859 года, получив крест ордена Почётного легиона за храбрость, проявленную в битве при Сольферино.

## Гражданская война

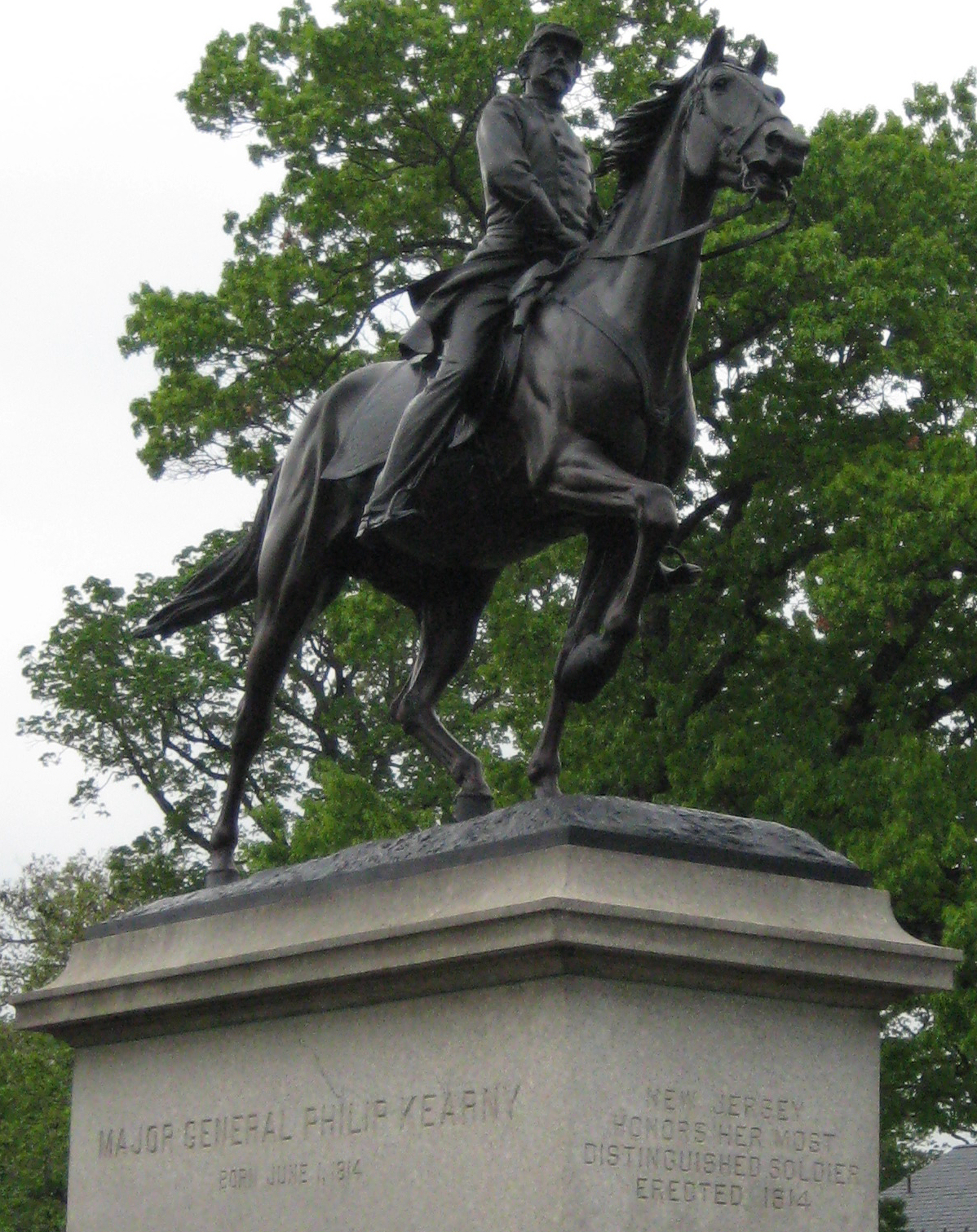
Воздвигнутая в 1914 конная статуя на могиле Филипа Карни, Арлингтонское национальное кладбище.

До начала гражданской войны в США он жил в Париже, но в начале 1861 года срочно выехал на родину, чтобы присоединиться к федеральной армии. Сначала в качестве командира бригады, а затем в качестве командира дивизии пехоты в Потомакской армии он неоднократно проявлял храбрость в сражениях при Вильямсбурге, Севен-Пайнсе, втором сражении при Булл-Ране, однако в сражении под Шантийи (1 сентября 1862 года), после отражения атаки противника, он отъехал в темноту слишком далеко вперёд и, приняв конфедератов за своих людей, был ими застрелен. Его тело было отправлено к федеральным войскам с посланием от генерала армии конфедератов Ли. 4 июля 1862 года он был произведён в генерал-майоры волонтёров, однако на деле так и не получил этого повышения.
Карни был похоронен на кладбище Троицкой церкви в Нью-Йорке. В 1912 году перезахоронен на Арлингтонском национальном кладбище. На его могиле в 1914 году воздвигнута конная статуя, одна из двух конных статуй, существующих на этом кладбище.